# برتی بلک‌من
برتی بلک‌من (انگلیسی: Bertie Blackman؛ زادهٔ ۱۹۸۲ (۴۲–۴۳ سال)) خواننده-ترانه‌نویس و گیتاریست اهل استرالیا است. وی از سال ۲۰۰۳ میلادی تاکنون مشغول فعالیت بوده‌است.